# Glas Srpske
Glas Srpske – dziennik wydawany w Bośni i Hercegowinie, założony w 1943 roku jako „Glas”. W 1992 roku zmienił nazwę na „Glas Srpske”. Jego siedziba mieści się w Banja Luce.